# Aspley (Nottinghamshire)
Aspley – dzielnica miasta Nottingham w Anglii, w hrabstwie Nottinghamshire, w dystrykcie (unitary authority) Nottingham. Leży 4,5 km od centrum miasta Nottingham i 179,5 km od Londynu. W 2015 liczyła 18 377 mieszkańców.